# Fotbal Club Petrocub Hîncești
O Fotbal Club Petrocub Hîncești é um clube de futebol com sede em Hîncești, Moldávia. A equipe compete no Campeonato Moldavo de Futebol.

## História
O clube foi fundado em 1994.